# Skilanglauf-Far-East-Cup 2021/22
Der Skilanglauf-Far-East-Cup 2021/22 war eine von der FIS organisierte Wettkampfserie, die zum Unterbau des Skilanglauf-Weltcups 2021/22 gehörte. Sie begann am 26. Dezember 2021 in Pyeongchang und endete am 5. März 2022 in Sapporo. Die Gesamtwertung der Männer gewann Takanori Ebina und bei den Frauen war Lee Eui-jin erfolgreich.

## Resultate

### Männer
| Datum             | Austragungsort | Disziplin        | Sieger                                                              | Zweiter                                                             | Dritter                                                             |
| ----------------- | -------------- | ---------------- | ------------------------------------------------------------------- | ------------------------------------------------------------------- | ------------------------------------------------------------------- |
| 26. Dezember 2021 | Otoineppu      | 10 km klassisch  | Wettkämpfe aufgrund der COVID-19-Pandemie nach Pyeongchang verlegt. | Wettkämpfe aufgrund der COVID-19-Pandemie nach Pyeongchang verlegt. | Wettkämpfe aufgrund der COVID-19-Pandemie nach Pyeongchang verlegt. |
| 27. Dezember 2021 | Otoineppu      | 10 km Freistil   | Wettkämpfe aufgrund der COVID-19-Pandemie nach Pyeongchang verlegt. | Wettkämpfe aufgrund der COVID-19-Pandemie nach Pyeongchang verlegt. | Wettkämpfe aufgrund der COVID-19-Pandemie nach Pyeongchang verlegt. |
| 26. Dezember 2021 | Pyeongchang    | 10 km klassisch  | Kim Min-woo                                                         | Jeong Jong-won                                                      | Byun Ji-yeong                                                       |
| 27. Dezember 2021 | Pyeongchang    | 10 km Freistil   | Kim Eun-ho                                                          | Jeong Jong-won                                                      | Kim Min-woo                                                         |
| 8. Januar 2022    | Sapporo        | 10 km Freistil   | Haruki Yamashita                                                    | Takatsugu Uda                                                       | Hiroyuki Miyazawa                                                   |
| 9. Januar 2022    | Sapporo        | 10 km klassisch  | Ryo Hirose                                                          | Takanori Ebina                                                      | Takatsugu Uda                                                       |
| 10. Januar 2022   | Sapporo        | Sprint klassisch | Takanori Ebina                                                      | Hiroyuki Miyazawa                                                   | Ryo Hirose                                                          |
| 18. Januar 2022   | Pyeongchang    | 10 km klassisch  | Byun Ji-yeong                                                       | Kim Min-woo                                                         | Lee Joon-seo                                                        |
| 19. Januar 2022   | Pyeongchang    | 10 km Freistil   | Jeong Jong-won                                                      | Kim Min-woo                                                         | Park Seong-beom                                                     |
| 12. Februar 2022  | Shiramine      | 10 km Freistil   | Wettkämpfe aufgrund der COVID-19-Pandemie abgesagt.                 | Wettkämpfe aufgrund der COVID-19-Pandemie abgesagt.                 | Wettkämpfe aufgrund der COVID-19-Pandemie abgesagt.                 |
| 13. Februar 2022  | Shiramine      | Sprint klassisch | Wettkämpfe aufgrund der COVID-19-Pandemie abgesagt.                 | Wettkämpfe aufgrund der COVID-19-Pandemie abgesagt.                 | Wettkämpfe aufgrund der COVID-19-Pandemie abgesagt.                 |
| 4. März 2022      | Sapporo        | 10 km klassisch  | Takanori Ebina                                                      | Hyuga Otaki                                                         | Masato Tanaka                                                       |
| 5. März 2022      | Sapporo        | 15 km Freistil   | Masato Tanaka                                                       | Kaichi Naruse                                                       | Takanori Ebina                                                      |

### Gesamtwertung Männer
| Rang | Name              | Punkte |
| ---- | ----------------- | ------ |
| 1.   | Takanori Ebina    | 372    |
| 2.   | Kim Min-woo       | 320    |
| 3.   | Jeong Jong-won    | 310    |
| 4.   | Byun Ji-yeong     | 250    |
| 5.   | Hyuga Otaki       | 231    |
| 6.   | Ryo Hirose        | 200    |
| 7.   | Hiroyuki Miyazawa | 190    |
| 8.   | Kim Eun-ho        | 188    |
| 9.   | Takatsugu Uda     | 182    |
| 10.  | Lee Jin-bok       | 179    |

| Rang | Name             | Punkte |
| ---- | ---------------- | ------ |
| 11.  | Haruki Yamashita | 177    |
| 12.  | Hikari Fujinoki  | 168    |
| 13.  | Park Seong-beom  | 165    |
| 14.  | Takahiro Suzuki  | 163    |
| 15.  | Masato Tanaka    | 160    |
| 16.  | Lee Joon-seo     | 156    |
| 17.  | Kaichi Naruse    | 151    |
| 18.  | Kim Dong-hyun    | 134    |
| 19.  | Yoshiki Hoshino  | 130    |
| 19.  | Kim Jin-hyeong   | 130    |

| Rang | Name              | Punkte |
| ---- | ----------------- | ------ |
| 21.  | Gim Seon-gyu      | 120    |
| 22.  | Kim Jang-hoe      | 114    |
| 23.  | Munefumi Kodama   | 103    |
| 24.  | Jeon Sung-min     | 102    |
| 25.  | Yusei Tonozuka    | 101    |
| 26.  | Kōhei Shimizu     | 92     |
| 27.  | Masaharu Yamamoto | 86     |
| 28.  | Kim Hak-yeon      | 82     |
| 29.  | Kentarō Ishikawa  | 80     |
| 30.  | Daito Yamazaki    | 70     |

### Frauen
| Datum             | Austragungsort | Disziplin        | Sieger                                                              | Zweiter                                                             | Dritter                                                             |
| ----------------- | -------------- | ---------------- | ------------------------------------------------------------------- | ------------------------------------------------------------------- | ------------------------------------------------------------------- |
| 26. Dezember 2021 | Otoineppu      | 5 km klassisch   | Wettkämpfe aufgrund der COVID-19-Pandemie nach Pyeongchang verlegt. | Wettkämpfe aufgrund der COVID-19-Pandemie nach Pyeongchang verlegt. | Wettkämpfe aufgrund der COVID-19-Pandemie nach Pyeongchang verlegt. |
| 27. Dezember 2021 | Otoineppu      | 5 km Freistil    | Wettkämpfe aufgrund der COVID-19-Pandemie nach Pyeongchang verlegt. | Wettkämpfe aufgrund der COVID-19-Pandemie nach Pyeongchang verlegt. | Wettkämpfe aufgrund der COVID-19-Pandemie nach Pyeongchang verlegt. |
| 26. Dezember 2021 | Pyeongchang    | 5 km klassisch   | Lee Eui-jin                                                         | Lee Chae-won                                                        | Han Da-som                                                          |
| 27. Dezember 2021 | Pyeongchang    | 5 km Freistil    | Lee Chae-won                                                        | Lee Eui-jin                                                         | Han Da-som                                                          |
| 8. Januar 2022    | Sapporo        | 5 km Freistil    | Masae Tsuchiya                                                      | Chika Kobayashi                                                     | Miki Kodama                                                         |
| 9. Januar 2022    | Sapporo        | 5 km klassisch   | Masae Tsuchiya                                                      | Miki Kodama                                                         | Chika Kobayashi                                                     |
| 10. Januar 2022   | Sapporo        | Sprint klassisch | Miki Kodama                                                         | Rin Sobue                                                           | Chika Kobayashi                                                     |
| 18. Januar 2022   | Pyeongchang    | 5 km klassisch   | Lee Eui-jin                                                         | Han Da-som                                                          | Lee Chae-won                                                        |
| 19. Januar 2022   | Pyeongchang    | 5 km Freistil    | Lee Chae-won                                                        | Lee Eui-jin                                                         | Han Da-som                                                          |
| 12. Februar 2022  | Shiramine      | 5 km Freistil    | Wettkämpfe aufgrund der COVID-19-Pandemie abgesagt.                 | Wettkämpfe aufgrund der COVID-19-Pandemie abgesagt.                 | Wettkämpfe aufgrund der COVID-19-Pandemie abgesagt.                 |
| 13. Februar 2022  | Shiramine      | Sprint klassisch | Wettkämpfe aufgrund der COVID-19-Pandemie abgesagt.                 | Wettkämpfe aufgrund der COVID-19-Pandemie abgesagt.                 | Wettkämpfe aufgrund der COVID-19-Pandemie abgesagt.                 |
| 4. März 2022      | Sapporo        | 5 km klassisch   | Moeko Kobayashi                                                     | Yuka Watanabe                                                       | Chika Kobayashi                                                     |
| 5. März 2022      | Sapporo        | 10 km Freistil   | Chika Kobayashi                                                     | Moeko Kobayashi                                                     | Miki Kodama                                                         |

### Gesamtwertung Frauen
| Rang | Name            | Punkte |
| ---- | --------------- | ------ |
| 1.   | Lee Eui-jin     | 360    |
| 2.   | Chika Kobayashi | 360    |
| 3.   | Lee Chae-won    | 340    |
| 3.   | Miki Kodama     | 340    |
| 5.   | Han Da-som      | 260    |
| 6.   | Masae Tsuchiya  | 245    |
| 7.   | Moeko Kobayashi | 244    |
| 8.   | Yuka Watanabe   | 243    |
| 9.   | Yu Kaisaka      | 215    |
| 10.  | Rin Sobue       | 180    |

| Rang | Name             | Punkte |
| ---- | ---------------- | ------ |
| 11.  | Je Sang-mi       | 171    |
| 12.  | Moon So-youn     | 165    |
| 13.  | Lee Ji-ye        | 164    |
| 14.  | Yukari Tanaka    | 149    |
| 15.  | Ham Hae-yeong    | 140    |
| 16.  | Kozue Takizawa   | 138    |
| 17.  | Nodoka Tochitani | 130    |
| 18.  | Chae Ka-eun      | 123    |
| 19.  | Hikari Miyazaki  | 106    |
| 19.  | Sumiko Ishigaki  | 106    |

| Rang | Name            | Punkte |
| ---- | --------------- | ------ |
| 21.  | Lim Ga-eul      | 104    |
| 22.  | Riho Netsu      | 103    |
| 23.  | Azusa Koike     | 101    |
| 23.  | Jeong Chang-hee | 101    |
| 25.  | Oh Ye-bin       | 94     |
| 26.  | Mayu Sasagawa   | 88     |
| 27.  | Ha Tae-kyung    | 84     |
| 28.  | Hina Kasahara   | 74     |
| 29.  | Chie Yoshikawa  | 68     |
| 30.  | Kim Hyun-ju     | 66     |